# Штефан Добаї
Штефан Добаї (рум. Ștefan Dobay, 26 вересня 1909, Думбревіца, Австро-Угорщина — 7 квітня 1994, Тиргу-Муреш, Румунія) — румунський футболіст, що грав на позиції нападника, зокрема, за клуб «Ріпенсія», а також національну збірну Румунії. По завершенні ігрової кар'єри — тренер.
Чотириразовий чемпіон Румунії. Дворазовий володар Кубка Румунії. Чемпіон Румунії (як тренер). 

## Клубна кар'єра
У футболі дебютував 1929 року виступами за команду клубу «Банатул Тімішоара», в якій провів один сезон. 
Своєю грою за цю команду привернув увагу представників тренерського штабу клубу «Ріпенсія», до складу якого приєднався 1930 року. Відіграв за тімішоарську команду наступні десять сезонів своєї ігрової кар'єри. У складі «Ріпенсії» був одним з головних бомбардирів команди, маючи середню результативність на рівні 0,83 голу за гру першості. За цей час чотири рази виборював титул чемпіона Румунії, ставав володарем Кубка Румунії (двічі).
Згодом з 1940 по 1942 рік грав у складі команд клубів «Ферар» (Клуж-Напока) та «Тореквеш».
Завершив професійну ігрову кар'єру у клубі «Газ Метан», за команду якого виступав протягом 1945—1948 років. Всього за кар'єру провів 160 поєдинків і забив 130 голів.

## Виступи за збірну
1930 року дебютував в офіційних матчах у складі національної збірної Румунії. Протягом кар'єри у національній команді, яка тривала 10 років, провів у її формі 41 матч, забивши 19 голів.
У складі збірної був учасником чемпіонату світу 1934 року в Італії де зіграв в матчі 1/8 фіналу проти Чехословаччини (1-2).
Також брав участь в чемпіонаті світу 1938 року у Франції де зіграв у двох матчах проти Куби (3-3) і в переграванні (1-2).

## Кар'єра тренера
Розпочав тренерську кар'єру, ще продовжуючи грати на полі, 1947 року, очоливши тренерський штаб клубу «Газ Метан».
1956 року став головним тренером команди «Стяуа», яку тренував один рік. Привів бухарестську команду до титулу Чемпіона Румунії.
Згодом протягом 1958–1958 років очолював тренерський штаб клубу УТА (Арад).
Протягом тренерської кар'єри також очолював команди клубів «Тиргу-Муреш» та «Динамо Оразул Сталін».
Останнім місцем тренерської роботи був клуб «ЧФР Клуж», головним тренером якого Штефан Добаї був з 1958 по 1959 рік.
Помер 7 квітня 1994 року на 85-му році життя у місті Тиргу-Муреш.

## Титули і досягнення

### Як гравця
- Чемпіон Румунії (4):

«Ріпенсія»: 1932-1933, 1934-1935, 1935-1936, 1937-1938
- Володар Кубка Румунії (2):

«Ріпенсія»: 1933-1934, 1935-1936

### Індивідуальні
- Найкращий бомбардир Чемпіонату Румунії (4): 1932–33, 1933–34, 1934–35, 1936–37

### Як тренера
- Чемпіон Румунії (1):

«Стяуа»: 1956